# Domaradz, West Pomeranian Voivodeship
Domaradz [dɔˈmarat͡s] là một khu định cư ở khu hành chính của Gmina Biały Bór, thuộc hạt Szczecinek, West Pomeranian Voivodeship, ở phía tây bắc Ba Lan. Nó nằm khoảng 13 kilômét (8 mi) phía nam Biały Bór, 12 km (7 mi) về phía đông bắc của Szczecinek và 153 km (95 mi) về phía đông của thủ đô khu vực Szczecin.
Trước năm 1945, khu vực này là một phần của Đức. Đối với lịch sử của khu vực, xem Lịch sử của Pomerania.